# Jill Pittard
Jill Pittard (* 11. Mai 1977 in Coventry) ist eine englische Badmintonspielerin. 

## Karriere
Jill Pittard gewann 1998 die Iceland International. Erst fünf Jahre später feierte sie ihren nächsten größeren Turniersieg bei den Slovenian International. 2007 siegte sie bei den Welsh International, 2009 bei den Portugal International. 2009 erkämpfte sie sich auch ihren einzigen nationalen Meistertitel.

## Sportliche Erfolge
| Saison | Veranstaltung           | Disziplin   | Platz | Name         |
| ------ | ----------------------- | ----------- | ----- | ------------ |
| 1998   | Iceland International   | Dameneinzel | 1     | Jill Pittard |
| 2001   | Welsh International     | Dameneinzel | 3     | Jill Pittard |
| 2003   | Slovenian International | Dameneinzel | 1     | Jill Pittard |
| 2007   | Welsh International     | Dameneinzel | 1     | Jill Pittard |
| 2009   | Portugal International  | Dameneinzel | 1     | Jill Pittard |
| 2009   | Englische Meisterschaft | Dameneinzel | 1     | Jill Pittard |